# Анелия Шуманова
Анелия Шуманова е българска оперетна певица.

## Биография
Родена е в София на 12 март 1948 г. Завършва музикална академия в София. Дълги години е прима в Музикален театър „Стефан Македонски“. Сред ролите, които играе са Лила от „Българи от старо време“, Адела от „Прилепът“, Райна от „Двубой“, на Свилена от „Златното копие“, Розалинда от „Прилепът“, Мадлен от „Бал в Савоя“, Долорес от „Андалусия“, Евгения от „Хъшове“, Юлия от „Влюбеният братовчед“, Елена от „Хубавата Елена“. Отделно има участие и във филма „Като белязани атоми“.

## Филмография
- Като белязани атоми (1979)